# Potato skins

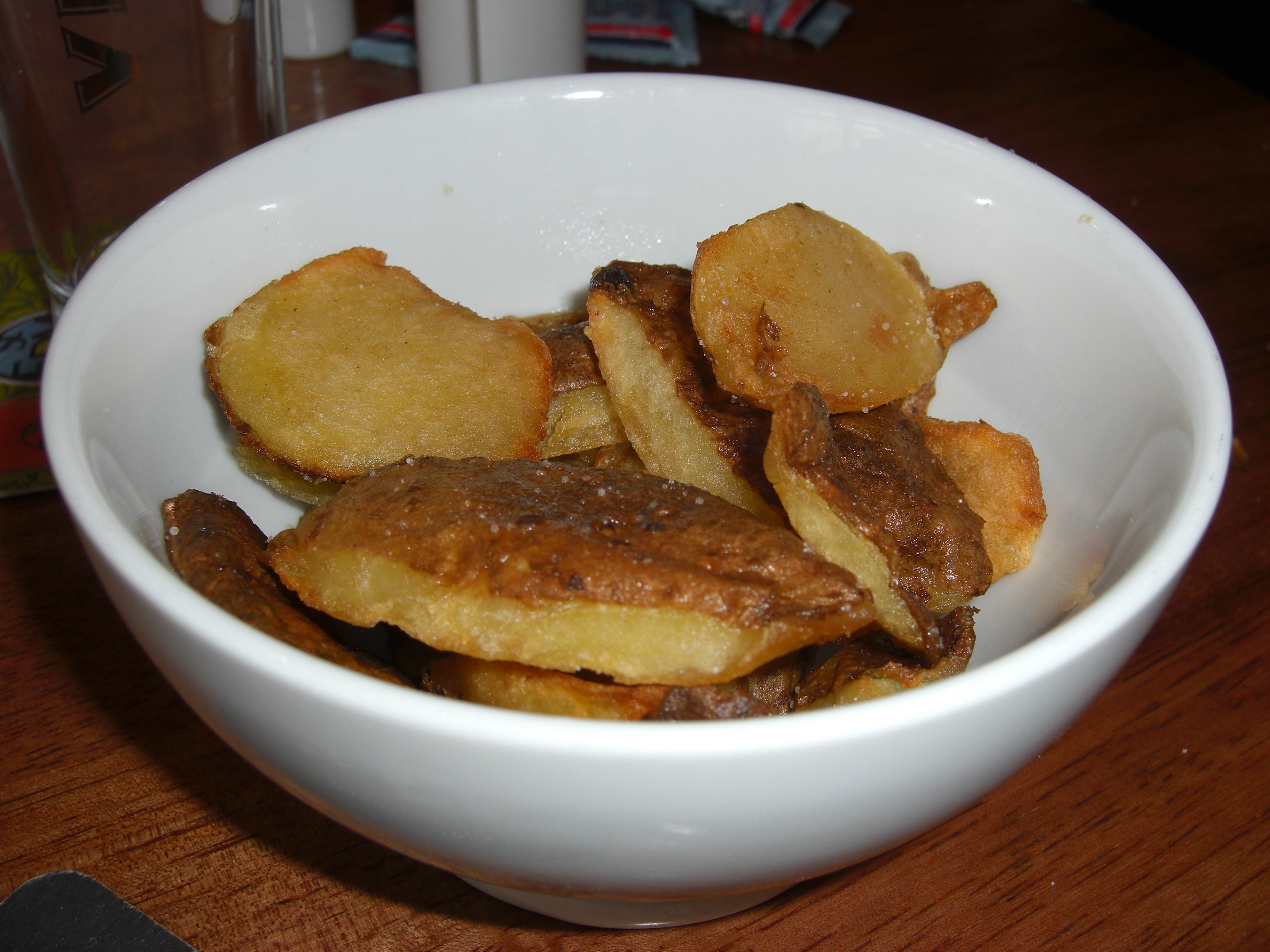
Potato skins.

Las potato skins (en inglés ‘pieles de patata’) son un aperitivo hecho de trozos pequeños y platos, circulares u ovales, de patata con piel en un lado y medio centímetro de carne por el otro. Este lado suele cubrirse con ingredientes como panceta, queso cheddar y otros, como los usados en la jacket potato. Se sirven a menudo con crema agria y salsa.
Las potato skins aparece con frecuencia en los menús de diners y locales similares junto a platos como las alitas de pollo, los jalapeño poppers y los palitos de mozzarella. Los restaurantes que las sirven a menudo las compran ya cortadas en lugar de partir de patatas enteras.